# Can't Wait to See the Movie
Can't Wait to See the Movie è il settimo album in studio da solista del musicista britannico Roger Daltrey, pubblicato nel 1987.

## Tracce
Side 1
1. Hearts of Fire – 5:06 (Russ Ballard)
2. When the Thunder Comes – 3:39 (Damon Metrebian, Chas Sandford)
3. Ready for Love – 3:28 (Kit Hain)
4. Balance on Wires – 6:22 (Daltrey, Don Snow)
5. Miracle of Love – 4:38 (Mark Morgan, Jimmy Scott)

Side 2
1. The Price of Love – 4:16 (Jack Blades, David Foster)
2. The Heart Has Its Reasons – 4:11 (Jimmy Scott)
3. Alone in the Night – 4:27 (Steve Bates, Larry Lee, Tom Whitlock, Richie Zito)
4. Lover's Storm – 3:53 (Tom Kelly, Gary Usher)
5. Take Me Home – 5:45 (Axel Bauer, Daltrey, Michel Eli, Nigel Hinton)